# Microthyrium cytisi
Microthyrium cytisi är en svampart. Microthyrium cytisi ingår i släktet Microthyrium och familjen Microthyriaceae.

## Underarter
Arten delas in i följande underarter:
- ulicis-gallii
- ulicis
- cytisi